# 2.º Forte da Feteira
O 2.º Forte da Feteira localizava-se na freguesia da Feteira, concelho da Horta, na ilha do Faial, nos Açores.
Em posição dominante sobre este trecho do litoral, constituiu-se em uma fortificação destinada à defesa deste ancoradouro contra os ataques de piratas e corsários, outrora frequentes nesta região do oceano Atlântico.
A estrutura não chegou até aos nossos dias. Poderá ter sido sucedida pelo Reduto da Feteira.